# Satanoperca
Satanoperca és un gènere de peixos de la família dels cíclids i de l'ordre dels perciformes.

## Distribució geogràfica
És endèmic de Sud-amèrica.

## Taxonomia
- Satanoperca acuticeps (Heckel, 1840)[3]
- Satanoperca daemon (Heckel, 1840)[3]
- Satanoperca jurupari (Heckel, 1840)[3]
- Satanoperca leucosticta (Müller & Troschel, 1848)[4]
- Satanoperca lilith (Kullander & Ferreira, 1988)[5]
- Satanoperca mapiritensis (Fernández-Yépez, 1950)[6]
- Satanoperca pappaterra (Heckel, 1840)[3][7][8][9][10]

A finals de l'any 2021 va ser descoberta una nova espècie:
- Satanoperca setepele (Ota, Deprá, Kullander, Graça i Pavanelli, 2022)[11]